# Parafia Matki Bożej Królowej Polski w Krępsku
Parafia pw. Matki Bożej Królowej Polski w Krępsku – parafia rzymskokatolicka, należąca do dekanatu Goleniów, archidiecezji szczecińsko-kamieńskiej, metropolii szczecińsko-kamieńskiej.  

## Miejsca święte

### Kościół parafialny
Kościół pw. Matki Bożej Królowej Polski w Krępsku

### Kościoły filialne i kaplice
- Kościół pw. Świętej Trójcy w Miękowie[1]
- Kaplica pw. Matki Bożej Częstochowskiej w Świętej[1]
- Kościół pw. św. Antoniego w Żółwiej Błoci[1]

## Duszpasterze

### Proboszczowie
- ks. Józef Kurdziel (1985–2012)
- ks. Mariusz Cywka OSST (2012–2021)
- ks. Paweł Płaczek (od 2021)